# Bataille de Sarandí
Guerre de Cisplatine
Batailles
- Sarandi
- Los Pozos (navale)
- Maldonado (navale)
- Juncal (navale)
- Ituzaingo
- Carmen de Patagones (navale)
- Lac Mirim (navale)
- Barrega (navale)

La bataille de Sarandí est une bataille livrée le 12 octobre 1825, pendant la guerre de Cisplatine (1825-1828).

## La bataille

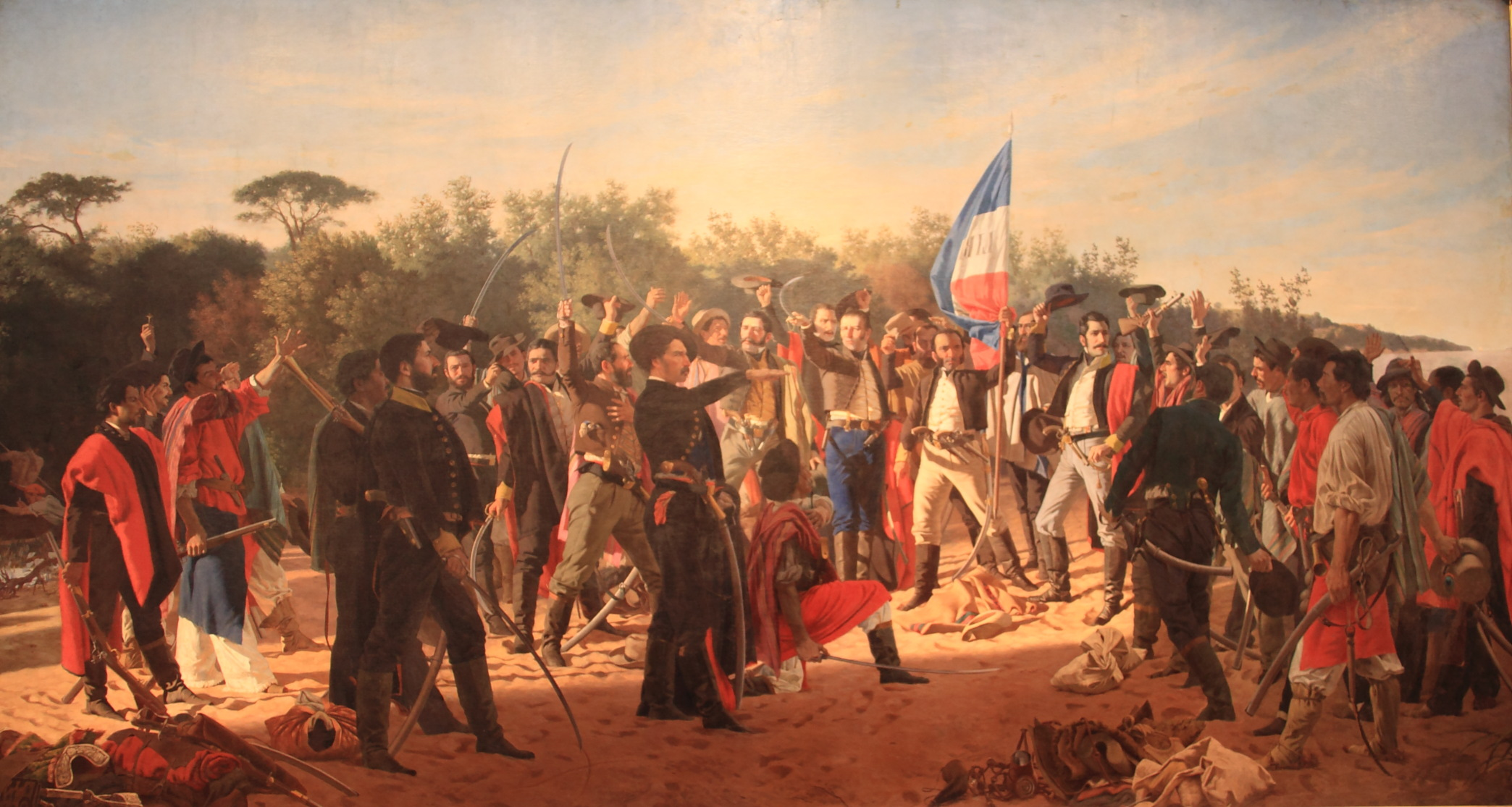
Les Trente-trois Orientaux par Juan Manuel Blanes

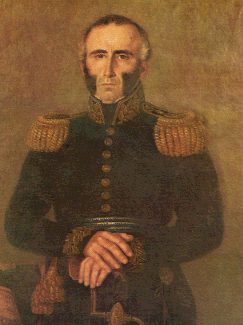
Juan Antonio Lavalleja par Jean Philippe Goulue

À la suite de la bataille de Tacuarembó (1820), la Banda Oriental (l'Uruguay d'aujourd'hui) est annexée  par le Portugal à sa colonie du Brésil et devient la province de Cisplatine. Les Uruguayens n'ont jamais renoncé à leur indépendance et lorsque le Brésil s'affranchit du Portugal, après une brève guerre (1822-1823), et devant le refus clair et net des autorités brésiliennes d'accéder à leurs souhaits, en 1825 un groupe d'entre eux, les Treinta y Tres Orientales (les Trente-trois Orientaux) menés par Juan Antonio Lavalleja brandit l'étendard de la révolte. Celle-ci s'étend rapidement et l'armée de la cruzada libertadora (croisade libératrice), remporte à la bataille de Rincon (24 septembre 1825) son premier succès notable sur les troupes de l'Armée impériale brésilienne.
Le 12 octobre, Lavalleja, secondé par les généraux Fructuoso Rivera et Manuel Oribe, à la tête d'une armée de 2 360 hommes (238 officiers et 2 122 soldats), remporte sur les bords de l'arroyo Sarandí, affluent de la rivière Yi, dans le département de Flores, une nouvelle victoire sur l'armée brésilienne. Cette bataille allait se révéler décisive pour la suite des évènements car elle décide le gouvernement de Buenos Aires, qui soutient la révolte, à intervenir militairement dans le conflit. Après moult combats et des alternances de succès et d'échecs, les Uruguayens et les Argentins infligent à la bataille d'Ituzaingo (1827), une grave défaite aux Brésiliens, qui conduit ces derniers à admettre l'impossibilité de continuer à imposer leur souveraineté sur la région.